# Усатівська культура

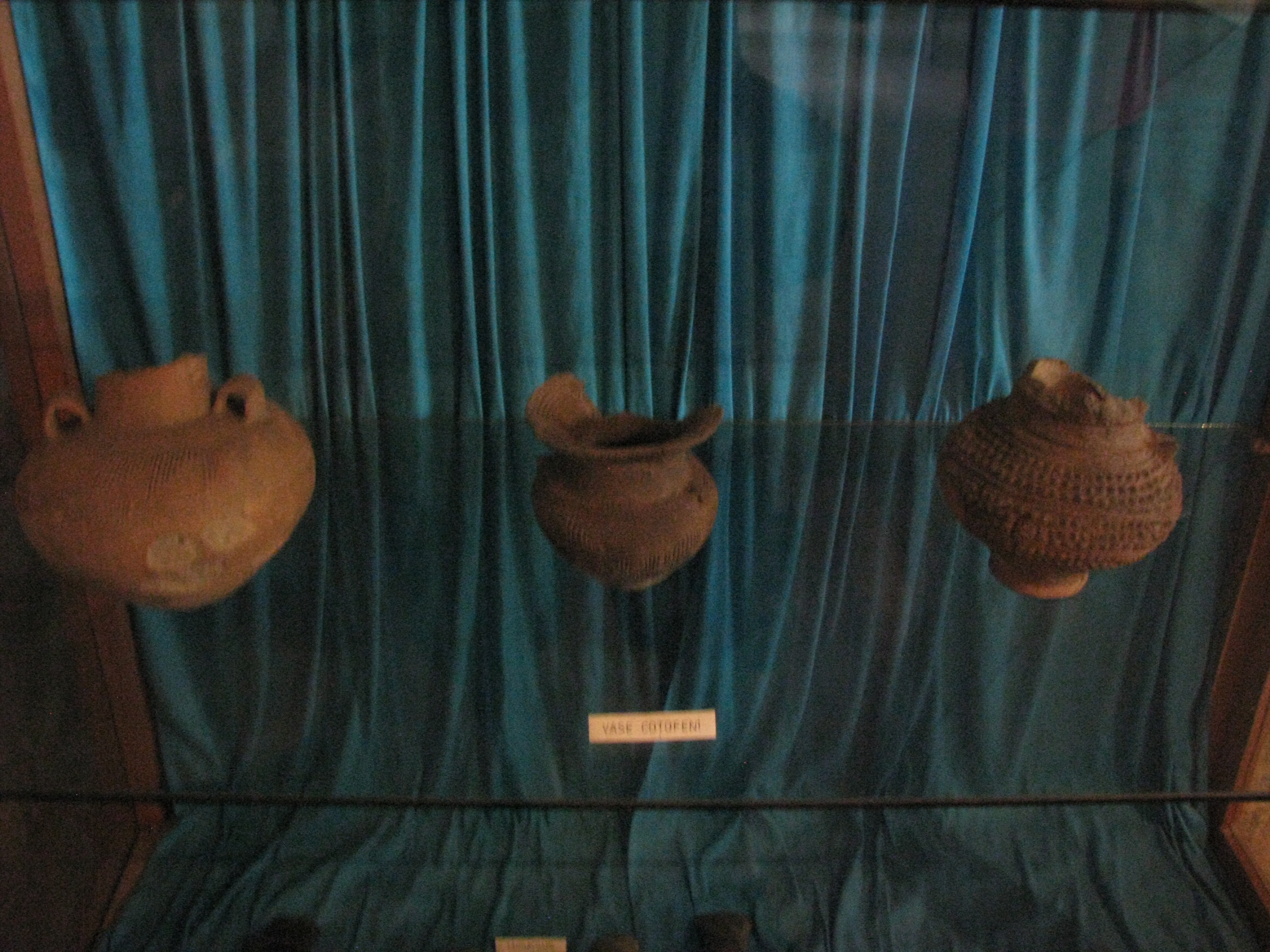
Артефакти усатівської культури в Аюдському археологічному музеї

Усатівська культура — археологічна культура ранньої бронзової доби. Свою назву культура дістала від назви села Усатове в Одеській області України. 
Серед альтернативних назв: культура Фолтешть  — від назви села у Румунії. Відома також під назвами Усатове-Фолтешть
Час культури — 3400—2700 pp. до н.е. (за іншими даними 3500-3000 рр. до н.е.).
Була поширена між Південним Бугом і Дунаєм на території південної України, Молдови і Румунії. Виділена у 20-ті роки XX ст. Болтенком М.Ф., який відстоював думку про те, що усатівська культура – особлива скотарська культура, тісно пов'язана з малоазійськими та середземноморськими культурами доби ранньої бронзової доби. Подібних поглядів дотримувалась і Лагодовська О.Ф. Натомість Пассек Т.С. та Латинін Б.О. вважали, що усатівські пам’ятки належать до пізнього етапу трипільської культури. Їх погляд панував у науці до початку XXI ст. Багаторічні дослідження пам’яток усатівського типу значно розширили джерелознавчу базу та підтверджують, на думку Петренка В.Г., правомірність виділення особливої усатівської культури.

## Пам'ятки культури
Пам'ятки типу Усатівської культури зосереджені на північно-західному узбережжі Чорного моря, переважно в Південній Україні і Молдавії, а також на нижньому Подністров'ї та Дністрово-Дунайському межиріччі, найсхідніші виявлено на Південному бузі в районі Гарду. Своєрідні риси пам'яток Усатівської культури дають підставу деяким ученим вбачати в них самостійну археологічну культуру часів енеоліту.
Розкопи усатівської культурии, зроблені вперше 1921 археологом М. Болтенком біля села Усатове на Одещині. Розкопи тут провадилися й пізніше О.Ф. Лагодовською, Е.Ф. Патковою, В.Г. Збеновичем у 1960-их pp. Інше пам'ятка - поселення біля с. Маяки Одеської області, досліджували В. Збенович у 60-70-ті та пізніше -  В. Петренко. Представлена усатівська культура переважно похованнями, як під курганами так і у грунтових некрополях.

## Поселення наШкодовій горі

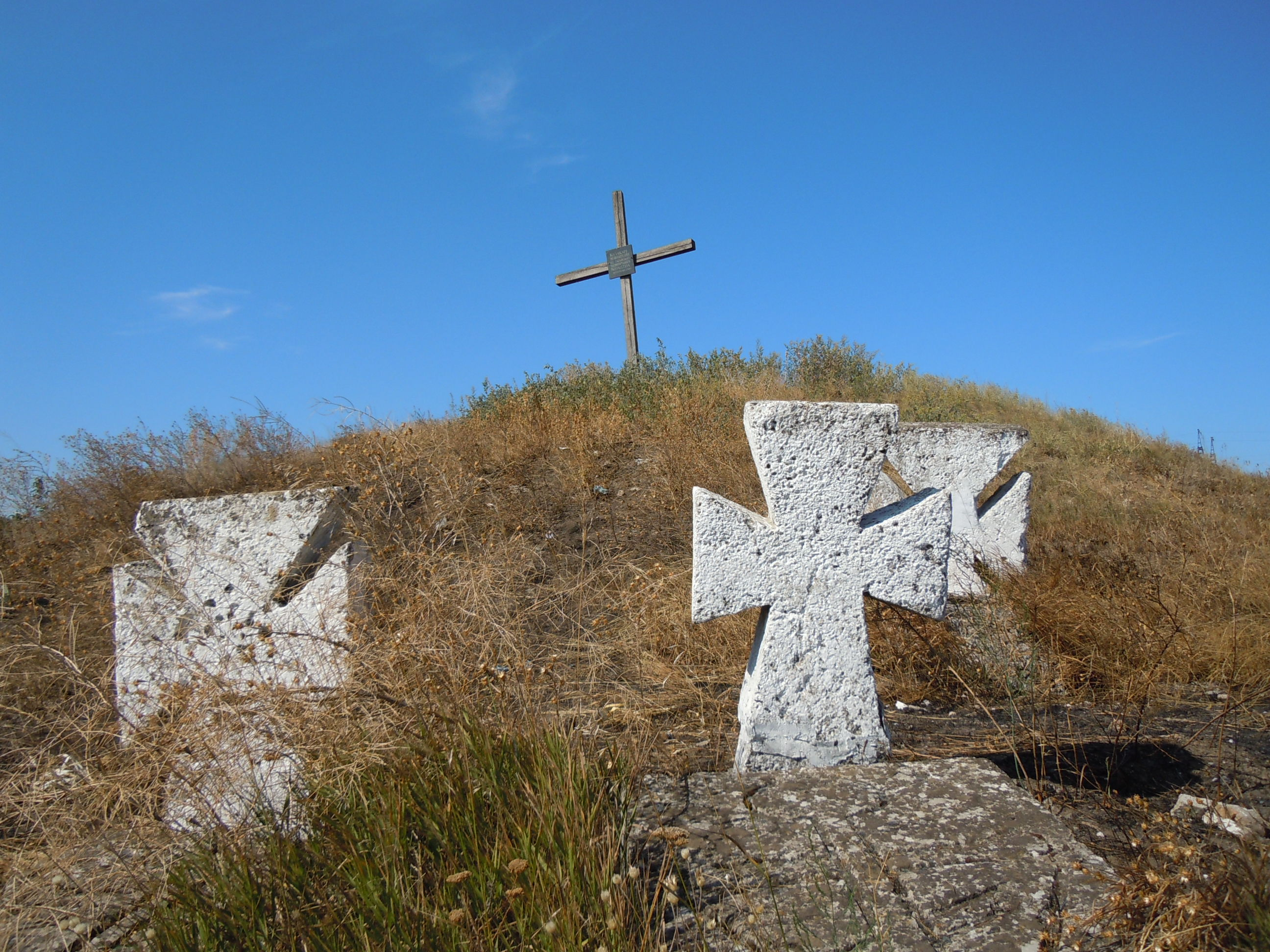
Один із усатівських курганів

Давнє поселення Усатівської культури розташоване на плато над Хаджибейським лиманом біля Одеси (Шкодова гора). До комплексу входять городище та могильники в Одесі поблизу колишніх сіл Усатове та Великий Куяльник, які зараз в межах міста. Розташований на краю мису плато південної частини берега Хаджибейського лиману. Відкрите Е. Вернером (1912). Досліджене вперше Болтенком М.Ф. (1921), пізніше Лагодовською О.Ф., Патоковою Е.Ф., Збеновичем В.Г., Петренком В.Г.. Виявлено об'єкти на городищі та чотири могильники, розкопано 5,1 тис. кв. м. 
Городище займало ділянку площею 4,7 га над урвищем висотою 50 м. Культурний шар представлений окремими плямами похованого грунту, зазвичай 0,2-0,35 м товщиною, насиченого битими мушлями переважно мідій, що свідчить про існування на цьому місці спеціальних майданчиків, заглиблених у землю. З ними пов'язані всі об'єкти: кам'яні рови ("коридори"), прокладені у корінних вапняках, грунтові ровики та ями з пошаровим заповненням та кам'яними закладами, вимостки, зольники. Автори розкопок дійшли висновку про ритуальний характер городища. Пізніше у зв'язку недостатністю даних про пам'ятку рештки, без сумніву, обрядових споруд були помилково інтерпретовані як елементи житлової та господарської забудови. Навкруги городища виявлено два могильники, які займали площу в 15 га. Обидва некрополі з курганними та грунтовими частинами, один - поблизу городища, другий на відстані. На першому могильнику зосереджена більшість курганів, поховання з кинджалами, іншим металевим інвентарем. На другому переважають грунтові поховання, характерні культові ями, мало металу та високоякісного посуду, частіше трапляється антропоморфна пластика. Дитячі поховання на обох могильниках нечисленні. Досліджено 25 курганів (з понад 50). Характерні стели та монументальні споруди з каменю: кромлехи, закладки, вимостки, куполоподібне обличкування насипів.
Знайдено вироби з кременю — ножі, проколки, скребла, вістря на стріли, а також вкладні до серпів і кам'яні зернотертки та кістки свійських тварин. З глиняних виробів — прясла для прядіння та намисто, уламки посуду, прикрашеного шнуровим орнаментом; зрідка тонкостінний посуд з добре відмуленої глини, розмальований брунатною та червоною фарбою. Цікаві глиняні культові вироби, жіночі статуетки, фігурки тварин. У Одеському археологічному музеї можна побачити вапнякову плиту із зображеннями людей і тварин, знайдену в Усатові. Тут також представлено й інші знахідки - кераміку, статуетки, металеві знаряддя та зброю.

## Господарство культури
Основною господарською діяльністю в Усатівській культурі було кочове скотарство (переважно вівці (понад 63% стада) та велика рогата худоба і коні). Хліборобство за Усатівської культури не відігравало значної ролі в господарстві. Розташування поселень Усатівської культури на узбережжі Чорного моря сприяло рибальству. Знайдено багато кісток сома і осетра, кам'яні грузила для сіток та кістяні рибальські гачки. Виробляли знаряддя праці, зброю та прикраси з міді. У похованнях знайдено прикраси, виготовлені із срібла. Мальований посуд завезено з поселень трипільської культури.
Відомо близько 100 екземплярів усатівської антропоморфної пластики. Всі фігурки схематичні, крім однієї реалістичної статуетки з Маяк. Більшість знахідок пов’язана із зольниками на городищах, похованнями дітей та культовими ямами. Виділяється декілька типів антропоморфної пластики усатівської культури. Для фігурок першого - усатівського типу характерні тонкі формувальні маси з піском, товченою черепашкою, використанням вохри, застосуванням ангобу, заглибленого орнаменту, з використанням білої пасти. Відзначаються відбитки зернівок проса. Фігурки усатівського типу мають прямокутний постамент, над яким плавно вигинається довга шия, нахилена вперед, що закінчується опуклою голівкою. Рисками та наколами позначено очі, брови, ніс, вуха. Іноді ніс модельований пластично. На деяких статуетках наліпами показано груди, графічно передано намисто. На постаментах нанесено штампований орнамент, прокреслені лінії, насічки. Це можуть бути прямі лінії, риски, М та W - подібні знаки (Усатове), хрести із зігнутими кінцями, кола, зірки та стилізовані рослини (Маяки). Саме ці знаки певною мірою пов’язують усатівські фігурки з Трипіллям. Серед антропоморфної пластики усатівської культури виділяються статуетки іншого - красногорського типу, до якого належать сидячі жіночі фігурки з пласкими торсами та зігнутими ногами з Херсонського краєзнавчого музею. Груди передані наколами або наліпами. Зігнута шия нахилена вперед, на ній чашоподібною порожниною та виступом носа виділяється голова. Тип має два варіанти: ноги зігнуті та підтягнені до живота, фігурка стала; вільна поза фігурки, яка зумовлює наявність підставки. Абриси торса нагадують антропоморфну пластику культури Чернавода І, але в цілому фігурки красногорського типу другого варіанту помітно тяжіють до пластичних форм кошиловецької антропоморфної пластики. До третього типу пластики усатівської культури, найбільш повно представленого статуетками з Маяк, належать колоноподібні фігурки, стоячі, з ледь помітним нахилом уперед. Вони стилізовані за тим самим каноном, що і статуетки усатівського (І) типу. Заглибленим орнаментом позначено намисто, хрестоподібні та діагональні перев’язі, паски з рядів стрічок спереду та ззаду. Такий тип фігурок спростовує тезу Погожевої А.П. про формування пластики пам’яток усатівського типу тільки на основі сидячих трипільських статуеток. Аналогії вбрання на фігурках локальні і пов’язані з кошиловецьким типом. Деякі усатівські статуетки мають синкретичний вигляд, поєднуючи риси різних типів антропоморфної пластики.

## Поховання

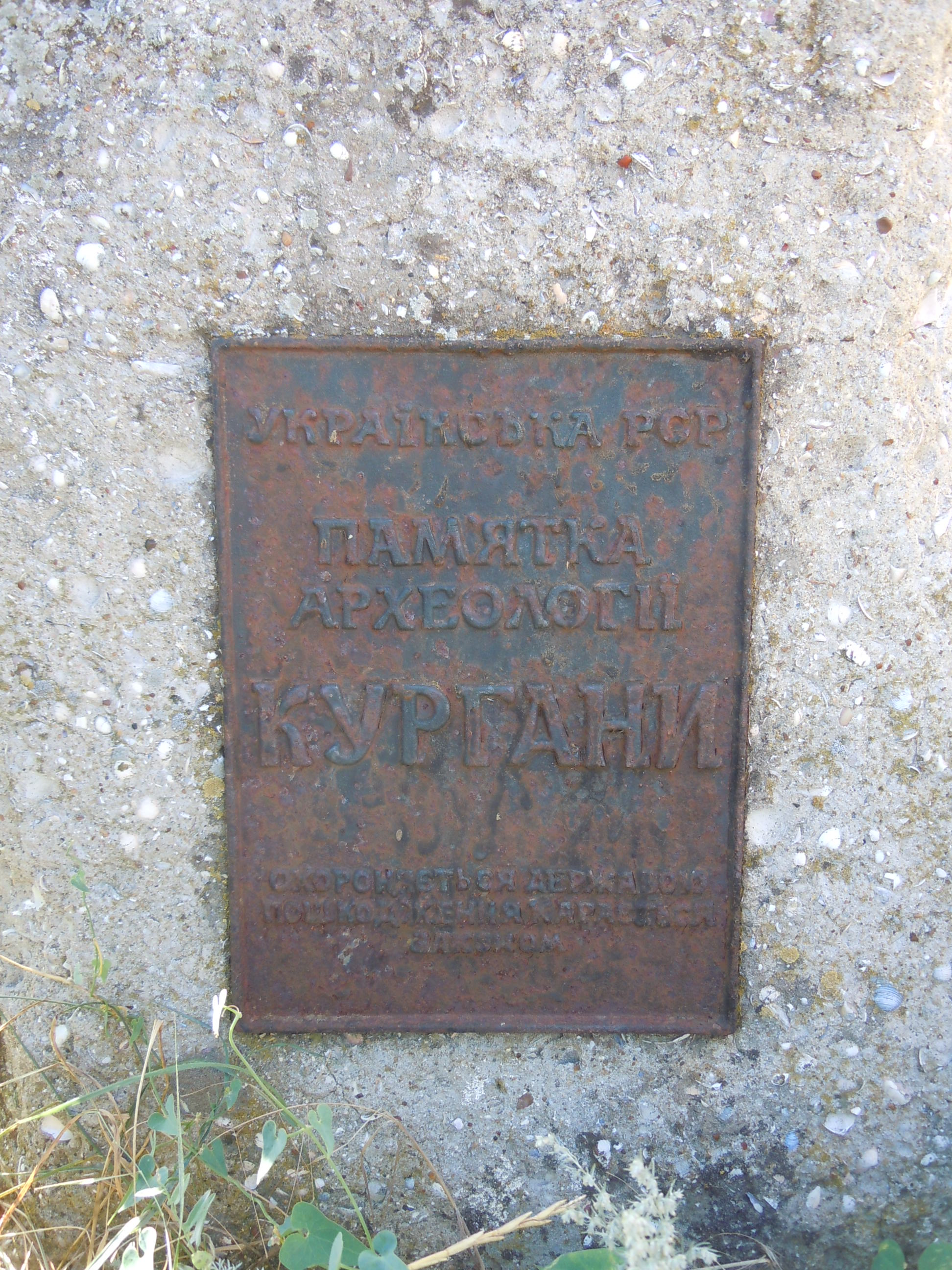
Охоронна табличка усатівських курганів

Поблизу поселення Усатівської культури розкопано 18 курганів з кромлехами і два безкурганні могильники. Прикметною рисою обряду поховань було укладання померлих в ямах в скорченому стані на лівому боці. У центральних могилах під курганним насипом поховано родових ватажків. У похованнях знайдено мідні кинджали, сокири, шила, а також глиняний посуд.

## Зв'язки культури
Знахідки в курганах мідних речей вказують на зв'язки з країнами Північного Кавказу та східного Середземномор'я, Анатолією і Єгиптом, на існування обміну з балканськими сусідами - носіями культур Чернавода ІІІ та Коцофень. Значну роль у зміні матеріальної і духовної культури племен Усатівської культури відіграли тісні зв'язки з трипільськими племенами Лісостепової України. Усатівська культура зникла до появи у регіоні ямної (буджацької) культури на початку III тис. до н.е. 